# ABC-Liste
Die ABC-Liste (auch ABC-Methode oder ABC-Brainwriting-Methode genannt) ist eine Kreativitätstechnik, mit der ein freies Assoziieren neuer Ideen anhand der Buchstaben des Alphabets erfolgt.

Sie kann als intuitive Methode der Ideenfindung eingesetzt werden.

## Ablauf und Einsatz
Die Auflistung aller Buchstaben des Alphabets etwa auf einem Blatt Papier bietet eine feste Struktur, an der sich die Ideenfindung orientieren kann, ohne diese jedoch einzugrenzen. Zu jedem Buchstaben sollen passend zu einer Fragestellung oder einem Oberbegriff Ideen notiert werden, die mit ebendiesem Buchstaben beginnen.
Die einzelnen Buchstaben werden dazu untereinander aufgelistet, wobei rechts genügend Platz für Ideen freigelassen wird. Buchstaben wie I/J, P/Q und X/Y/Z können bei Bedarf in einer Zeile zusammengefasst werden.
In der Anwendung kann dabei hinter jeden Buchstaben eine beliebige Anzahl an Ideen notiert werden, jedoch sind auch Leerräume erlaubt. Bei der Bearbeitung muss nicht in der Reihenfolge des Alphabets vorgegangen werden, ein Springen zwischen Buchstaben ist erlaubt.
Beim Einsatz sollte darauf geachtet werden, dass der Schreibfluss möglichst nicht unterbrochen wird. Als zeitlichen Rahmen kann etwa 10 Minuten gesetzt werden.
Nach Vollendung der Ideensammlung werden die Ideen hervorgehoben, die am besten auf die vorab formulierte Fragestellung bzw. den Oberbegriff passen.
ABC-Listen können sowohl alleine, als auch in Gruppen angewandt werden. Sie können als Einstieg in ein Thema, zur Systematisierung eines Themas, zur Lösung eines Problems, zur Vorbereitung eine Vortrages, Seminars, oder einer Unterrichtsstunde, oder zur Ideenfindung dienen.

## Weiterführende Verwendung von ABC-Listen

### ABC-Kreativ
Hierbei geht es darum, zu einem Problem/Thema eine kreative Lösung zu finden. Es wird eine (möglichst eigens erstellte) ABC-Liste genommen, die inhaltlich nichts mit dem Zielthema zu tun hat, und sucht sich einen Begriff heraus (zum Beispiel ein Wort mit dem gleichen Buchstaben wie das Zielthema). Daraufhin wird nachgedacht, was einem dazu einfällt. Hierbei besteht nun die Möglichkeit, dass eine Verbindung zwischen dem Zielthema und dem herausgesuchten Wort entsteht, die die Problemlösung kreativ anregen kann. Das Ziel ist, mittels einer Bisoziation nach Arthur Koestler eine Verbindung zweier bisher nicht verbundenen Ideen / Konzepte / Gedanken einen völlig Neuen zu generieren.
Beispiel: Ein Seminarbesucher schildert, dass ein Kunde mit dem Wechsel zur Konkurrenz drohe, sollten keine besseren Vertragsbedingungen ausgehandelt werden. Er erhält den Rat, ABC-Kreativ auszuprobieren. Als er in eine seiner Listen schaut, findet er beim Buchstaben „K“ die „K'Vada“ aus dem Science-Fiction-Franchise Star Trek. Der Seminarbesucher wird gefragt, was ihm dazu einfällt. Nach zwei, drei Sätzen teilte er mit: „[…] die spielen mit Leuten. Das heißt, sie setzen Menschen als Spielpersonen ein, ohne dass sie es wissen. […]“. Daraufhin kommt ihm der Gedanke, dass der Kunde möglicherweise mit ihm spielt, indem er Grenzen austestet. Er teilt dem Kunden mit, nachdem er immer damit drohe, zur Konkurrenz zu gehen, dass er dies tun soll.

### Lullsche Leitern
Die Lullschen Leitern, abgeleitet von den Techniken Raimundus Lullus’, sind ebenfalls eine Kreativitätstechnik, bei der zwei ABC-Listen verwendet werden. Es handelt sich um eine Technik, welche mechanisch kreative Gedanken produzieren soll. Man geht folgendermaßen vor.
1. Es werden zwei ABC-Listen genommen.
2. Es wird systematisch jeder Begriff der linken Seite mit jedem Begriff der rechten Seite verbunden (gedanklich).
3. Dabei wird, ähnlich wie in ABC-Kreativ, zu beiden Begriffen assoziiert und möglicherweise eine Verbindung gefunden.

Während ABC-Kreativ zielgerichtet arbeitet, sind Lullsche Leitern allgemeiner gefasst und können zur generellen Kreativitätssteigerung, Wissensanreicherung und Ideenfindung verwendet werden. Es ist aber nicht ausgeschlossen, Lullsche Leitern auch zielgerichtet zu verwenden (indem man z. B eine Liste des Zielthemas / Problems mit einer anderen Liste kombiniert). Beim Kombinieren sind nicht zwangsläufig alle Verbindungen wert- oder gehaltvoll, es können aber laut Vera F. Birkenbihl in einem Durchlauf von zwei Listen einzelne „[…] phänomenale Ideen […]“ entstehen, mit denen man vorher nicht gerechnet hat.

### ABC-Aktiv
Hierbei geht es darum, ein Protokoll anzufertigen. Bei ABC-Aktiv verwendet man eine ABC-Liste, um sich die wesentlichen Substantive zu notieren, die man hört. Da Hauptwörter die Bedeutung tragen, sollen nur diese notiert werden. Man kann ABC-Aktiv üben, wenn man sich TV-Dokus ansieht oder Nachrichtenbeiträge und versucht, die wesentlichen Wörter aufzuschreiben. Weiterhin trainiert dies das aktive Zuhören und filtern wesentlicher und unwichtiger Informationen. Sieht man sich ein eigens gemachtes ABC-Aktiv in der an, kann man anhand der Begriffe (die, wenn gut protokolliert, viel Exformation enthalten) den Kontext rekonstruieren.
Es ist auch möglich, in Gruppen ABC-Aktiv-Listen anzufertigen und diese in eine große Liste zusammenzutragen.

### ABC-Kumulativ
In der ABC-Kumulativ-Technik wird eine vorhandene Liste in mehreren Sessions weitergeschrieben. Die Liste wächst kumulativ an.

### ABC-Couvert
Hierbei wird in regelmäßigen Abständen (zum Beispiel jeden Tag) eine ABC-Liste angelegt mit einem selbstgesetzten Zeitlimit von wenigen Minuten. Die Liste wird danach sofort weggelegt und nicht angeschaut. Sie wird in ein Couvert oder Ordner gesteckt und nummeriert. Nach jeder Session sammeln sich nun zum selben Zielthema weitere Listen. Durch regelmäßiges Andenken eines Themas werden nach einigen Tagen / wenigen Wochen reichhaltigere Gedanken zum Zielthema auftauchen, so die Behauptung. Birkenbihl nennt dieses Phänomen den Stadt-Land-Fluss-Effekt, weil der Person ähnlich wie im Spiel Stadt-Land-Fluss nach mehreren Runden oftmals unbekanntere / nicht offensichtliche Begriffe einfallen.
Die Begriffe der Listen können danach in eine einzelne große Liste übernommen werden.

## Vorteile
- Leichte, schnelle und kostengünstige Ideenfindung
- Schriftliche Fixierung der Ideen aktiviert in Gruppen auch eher zurückhaltende Personen

## Nachteile
- Andere anregende Prozesse der Ideenfindung (z. B. Brainstorming) können nicht genutzt werden